# سارکیس الگکیان
سارکیس الگکیان (یونانی: Σαρκης Ελγκιαν؛ زادهٔ ۲۴ مارس ۱۹۷۲) کشتی‌گیر رشته فرنگی ارمنی‌تبار اهل یونان است که در رشته کشتی فرنگی در بازی‌های المپیک تابستانی ۱۹۹۶ به رقابت پرداخت و به مقام هفتم رسید.
| International Senior Freestyle Matches        | International Senior Freestyle Matches | International Senior Freestyle Matches | International Senior Freestyle Matches | International Senior Freestyle Matches | International Senior Freestyle Matches | International Senior Freestyle Matches |
| نتیجه                                         | رکورد                                  | حریف                                   | امتیاز                                 | تاریخ                                  | رویداد                                 | مکان                                   |
| مسابقات قهرمانی کشتی در ک‌گ                    | مسابقات قهرمانی کشتی در ک‌گ             | مسابقات قهرمانی کشتی در ک‌گ             | مسابقات قهرمانی کشتی در ک‌گ             | مسابقات قهرمانی کشتی در ک‌گ             | مسابقات قهرمانی کشتی در ک‌گ             | مسابقات قهرمانی کشتی در ک‌گ             |
| --------------------------------------------- | -------------------------------------- | -------------------------------------- | -------------------------------------- | -------------------------------------- | -------------------------------------- | -------------------------------------- |
| برد                                           | ۲۰–۶                                   |                                        | ۹–۰                                    | تاریخ                                  | مسابقات قهرمانی کشتی                   |                                        |
| برد                                           | ۱۹–۶                                   |                                        | ۴–۲                                    | تاریخ                                  | مسابقات قهرمانی کشتی                   |                                        |
| برد                                           | ۱۸–۶                                   |                                        | ۶–۴                                    | تاریخ                                  | مسابقات قهرمانی کشتی                   |                                        |
| برد                                           | ۱۷–۶                                   |                                        | ۷–۵                                    | تاریخ                                  | مسابقات قهرمانی کشتی                   |                                        |
| مسابقات قهرمانی کشتی در ک‌گ                    |                                        |                                        |                                        |                                        |                                        |                                        |
| برد                                           | ۱۶–۶                                   |                                        | ۹–۱                                    | تاریخ                                  | مسابقات قهرمانی کشتی                   |                                        |
| برد                                           | ۱۵–۶                                   |                                        | ۷–۲                                    | تاریخ                                  | مسابقات قهرمانی کشتی                   |                                        |
| برد                                           | ۱۴–۶                                   |                                        | TF 10–0                                | تاریخ                                  | مسابقات قهرمانی کشتی                   |                                        |
| برد                                           | ۱۳–۶                                   |                                        | TF 11–0                                | تاریخ                                  | مسابقات قهرمانی کشتی                   |                                        |
| برد                                           | ۱۲–۶                                   |                                        | ۶–۰                                    | تاریخ                                  | مسابقات قهرمانی کشتی                   |                                        |
| مسابقات قهرمانی کشتی ؟ام در ک‌گ                |                                        |                                        |                                        |                                        |                                        |                                        |
| باخت                                          | ۱۱–۶                                   |                                        | ۰–۵                                    | تاریخ                                  | 2020 Takhi Cup                         |                                        |
| 2000 World Cup military در ک‌گ                 |                                        |                                        |                                        |                                        |                                        |                                        |
| باخت                                          | ۱۱–۵                                   |                                        | ۳–۳                                    | تاریخ                                  | 2000 World Cup military                |                                        |
| کشتی در بازی‌های المپیک تابستانی ۱۹۹۶ ام در ک‌گ |                                        |                                        |                                        |                                        |                                        |                                        |
| برد                                           | ۱۱–۴                                   |                                        | ۵–۲                                    | تاریخ                                  | کشتی در بازی‌های المپیک تابستانی ۱۹۹۶   |                                        |
| باخت                                          | ۱۰–۴                                   |                                        | ۳–۴                                    | تاریخ                                  | کشتی در بازی‌های المپیک تابستانی ۱۹۹۶   |                                        |
| برد                                           | ۱۰–۳                                   |                                        | ۲–۱                                    | تاریخ                                  | کشتی در بازی‌های المپیک تابستانی ۱۹۹۶   |                                        |
| برد                                           | ۹–۳                                    |                                        | ۲–۱                                    | تاریخ                                  | کشتی در بازی‌های المپیک تابستانی ۱۹۹۶   |                                        |
| برد                                           | ۸–۳                                    |                                        | ۶–۵                                    | تاریخ                                  | کشتی در بازی‌های المپیک تابستانی ۱۹۹۶   |                                        |
| 1999 Olympic Games military در ک‌گ             |                                        |                                        |                                        |                                        |                                        |                                        |
| باخت                                          | ۷–۳                                    |                                        | ۰–۶                                    | تاریخ                                  | 1999 Olympic Games military            |                                        |
| برد                                           | ۷–۲                                    |                                        | ۵–۳                                    | تاریخ                                  | 1999 Olympic Games military            |                                        |
| مسابقات قهرمانی کشتی اروپا 1996 18ام در ک‌گ    |                                        |                                        |                                        |                                        |                                        |                                        |
| باخت                                          | ۶–۲                                    |                                        | ۰–۱                                    | تاریخ                                  | مسابقات قهرمانی کشتی اروپا 1996        |                                        |
| برد                                           | ۶–۱                                    |                                        | TF 10–0                                | تاریخ                                  | مسابقات قهرمانی کشتی اروپا 1996        |                                        |
| قهرمانی کشتی جهان ۱۹۹۸ 14ام در ک‌گ             |                                        |                                        |                                        |                                        |                                        |                                        |
| برد                                           | ۵–۱                                    |                                        | ۲–۱                                    | تاریخ                                  | قهرمانی کشتی جهان ۱۹۹۸                 |                                        |
| برد                                           | ۴–۱                                    |                                        | ۲–۱                                    | تاریخ                                  | قهرمانی کشتی جهان ۱۹۹۸                 |                                        |
| برد                                           | ۳–۱                                    |                                        | TF ۱۷–۴                                | تاریخ                                  | قهرمانی کشتی جهان ۱۹۹۸                 |                                        |
| برد                                           | ۲–۱                                    |                                        | ۸–۶                                    | تاریخ                                  | قهرمانی کشتی جهان ۱۹۹۸                 |                                        |
| قهرمانی کشتی جهان ۱۹۹۴ 4ام در ک‌گ              |                                        |                                        |                                        |                                        |                                        |                                        |
| باخت                                          | ۱–۱                                    |                                        | ۳–۴                                    | تاریخ                                  | قهرمانی کشتی جهان ۱۹۹۴                 |                                        |
| برد                                           | ۱–۰                                    |                                        | ۳–۰                                    | تاریخ                                  | قهرمانی کشتی جهان ۱۹۹۴                 |                                        |

2000-10-25	World Military Championship	Greco-Roman	Seniors	63.0	GRE	2.
1999-08-18	World Military Games	Greco-Roman	Seniors	63.0	GRE	2.
1998-08-27	World Championship	Greco-Roman	Seniors	58.0	GRE	14.
1998-06-26	Grand Prix of Germany	Greco-Roman	Seniors	58.0	GRE	1.
1996-07-20	Olympic Games	Greco-Roman	Seniors	57.0	GRE	7.